# Deutzenhofje

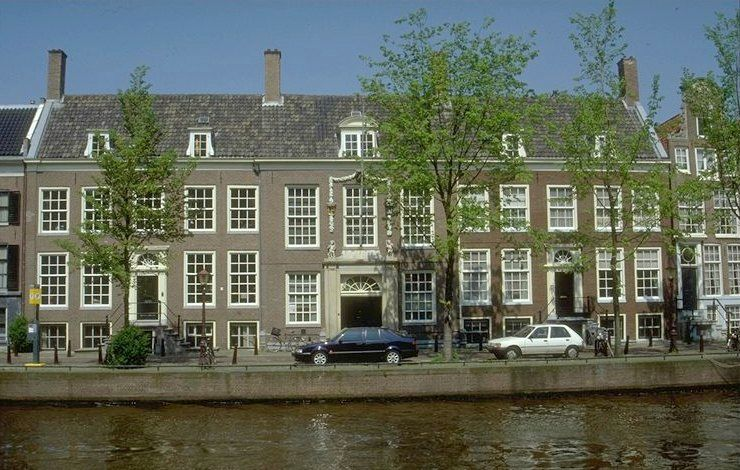
Poortgebouw

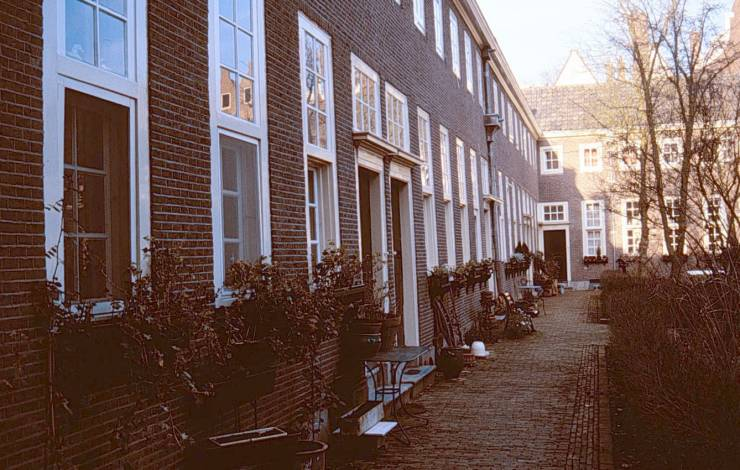
Woningen

Het Deutzenhofje is een 17e-eeuws hofje aan de Prinsengracht in Amsterdam. Het is het grootste en aanzienlijkste hofje uit de 17e eeuw.

## Beschrijving
Aan de Prinsengracht zijn drie dubbele huizen, waarvan het middelste het rijk geornamenteerde poortgebouw is. De twee buitenste dubbele huizen zijn huurhuizen en vormen eigenlijk geen onderdeel van het hofje (maar de opbrengst komt er wel aan ten goede). Het poortgebouw wijkt af omdat het de ingang op de begane grond heeft en een bijzondere versiering.

## Geschiedenis
Het hofje werd in 1692 gesticht uit de nalatenschap van Agneta Deutz, die de grond al gekocht had en de regenten al had benoemd, en door Pieter Adolfse de Zeeuw gebouwd in 1694 en 1695. Het voorname hofje was bestemd voor oude dienstboden en arme familieleden. De gevelsteen zegt:

Agneta Deutz laat hier haar liefde en godsdienst blijken

Den Armen tot een troost, tot voorbeeld aan de rijken

Anno 1695

Tevens zijn boven de ingang twee putti te zien en de wapens van Agneta Deutz en haar twee echtgenoten te zien (Gerrit Meerman, raad van Delft, en Meester Zacharias van Beresteyn, burgemeester en raad van Delft). Agneta Deutz woonde haar laatste jaren in De Ster, Keizersgracht 121. In weerwil van hetgeen gezegd wordt op de gevelsteen, schijnt het dat Agneta Deutz vooral haar verkwistende zoon Jan Meerman dwars wilde zitten die zij op deze manier beroofde van een belangrijke erfenis.
Op de bovenverdieping van het poortgebouw ligt de regentenkamer, waarin zich een schoorsteenstuk bevindt waarop de stichtster is afgebeeld.
Het hofje bestond uit 19 woninkjes. Op het ruime binnenterrein, dat in de zomer een kleurrijke bloemenhof is, staat een fraaie waterpomp. Tegenover het poortgebouw staat een open portaal met enkele dorische zuilen, met daarboven een uurwerk omgeven door gebeeldhouwd bloem- en lofwerk en geflankeerd door twee panelen met sculpturale motieven. In 1964 werd het hofje uitgebreid met 4 pandjes in de Kerkstraat zodat het aantal woninkjes op 31 kwam. Ook werd toen een lelijk hoog pand verworven dat het uitzicht vanuit het hofje jarenlang had bedorven en dat na aankoop direct werd gesloopt. In het hofje wonen nog steeds oudere dames.
In 1999 werden de ornamenten op het poortgebouw gerestaureerd. Daarvoor werden tijdelijk de beeldjes, festoenen en wapenschilden verwijderd en overgebracht naar de restaurateur, het natuursteen-bedrijf Cortlever in Diemen.